# Dubočka
Dubočka (en serbe cyrillique : Дубочка) est un village de Serbie situé dans la municipalité de Petrovac na Mlavi, district de Braničevo. Au recensement de 2011, il comptait 473 habitants.
Dubočka est située à 8 km de Petrovac na Mlavi.

## Démographie

### Évolution historique de la population
| 1948  | 1953  | 1961  | 1971  | 1981  | 1991 | 2002 | 2011 |
| ----- | ----- | ----- | ----- | ----- | ---- | ---- | ---- |
| 1 094 | 1 057 | 1 052 | 1 033 | 1 004 | 918  | 582  | 473  |

|  |